# Nabi Youla
Nabi Youla, de son vrai nom Nabi Ibrahima Youla, né le 20 novembre 1918 à Kabak en Guinée et mort le 7 octobre 2014 à Conakry, est un  diplomate et homme politique guinéen.

## Biographie
En 1934, il intègre l’école William-Pomy, au Sénégal et sort de cette école en 1937 pour se consacrer à l'enseignement, à l’instar de nombre de ses promotionnaires.
En 1947, il est membre fondateur de la section guinéenne du Rassemblement démocratique africain qui devint le Parti démocratique de Guinée (PDG) en 1948.
Il est le président des coopératives bananières de Guinée puis conseiller technique au cabinet de Modibo Keita, alors secrétaire d'État à la France d’Outre-mer. Il est le premier ambassadeur de la Guinée en France du 21 janvier 1959 au 25 janvier 1961, date à laquelle il est nommé ambassadeur en République fédérale d'Allemagne avant de démissionner en mars 1967. Il devient opposant notoire au régime et s'exile au Congo, sur invitation du de Mobutu Sese Seko.
Après la mort de Sékou Touré, il est appelé par le nouveau président Lansana Conté dont il est conseiller personnel de 1993 à 2000.
Il est membre fondateur du Racing Club de Guinée, dont il sera le capitaine pendant des années.

## Livre
- Nabi Ibrahima Youla, grande figure africaine de Guinée. Entretiens avec Djibril Kassomba Camara. Éditions L'Harmattan, 2012[5].

## Décorations
- Grand commandeur de l'ordre du Mérite de la République fédérale d'Allemagne.